# (612911) 2004 XR190
2003 XR190, objekt u raspršenom disku, vjerojatno plutoid iako kao takav još uvijek nije službeno potvrđen. Otkrio ga je tim astronoma pod vodstvom Lynne Jones 11. prosinca 2004.

## Orbita i klasifikacija
Zbog njegovih jedinstvenih orbitalnih svojstava, točna klasifikacija 2003 XR190 donekle je nejasna. Astronomi su mišljenja da se radi o odvojenom objektu, iako je prema drugima klasificiran i kao objekt vanjskog klasičnog pojasa. Neki su ga čak označili kao „fosilni odvojeni objekt”. U odnosu na druge objekte raspršenog diska, XR190 ima neobično kružnu putanju, te zbog inklinacije od čak 46,52° najnakošeniji je potencijalni patuljasti planet. Dok se za tradicionalne objekte raspršenog diska (SDO) vjeruje da ih je u postojeće orbite izbacilo gravitacijsko međudjelovanje s Neptunom, niski ekscentricitet i perihel od 51 AJ (SDO-i uglavnom imaju visoko ekscentrične orbite i perihel manji od 38 AJ) naoko su nespojivi s takvom nebeskom mehanikom.

## Fizička svojstva
2004 XR190 ima promjer od oko 500 km. Fotometrijska promatranja sugeriraju da ima umjereno crvenu površinu, slično kao kod drugih objekata raspršenog diska, plutinoa, klasičnih KBO-a s visokom inklinacijom te damokloida i kometa.

## Galerija
- Bočni pogled na orbitu 2004 XR190 koja je ima izraženo visoku inklinaciju.